# Anatoli Kuksov
Anatoli Iakovytch Kuksov (en ukrainien : Анатолій Якович Куксов ; en russe : Анатолий Яковлевич Куксов, Anatoli Iakovlevitch Kouksov) est un footballeur international soviétique et entraîneur de football ukrainien né le 18 juin 1946 à Vorochilograd, l'actuelle Louhansk et mort le 4 janvier 2022 dans la même ville.

## Biographie

### Carrière de joueur
Natif de Vorochilovgrad, Anatoli Kuksov effectue dans un premier temps sa formation au sein de l'école de sport Troudovyé Rezervy de la ville à partir de 1959 avant d'intégrer en 1967 les rangs du Zaria. Après deux années passées au sein de l'équipe réserve, il fait finalement ses débuts en première division le 4 avril 1969 face à l'Ouralmach Sverdlovsk, à l'âge de 19 ans,.
Kuksov s'impose par la suite comme un élément central du Zaria et prend ainsi une part majeure dans les succès du club au cours des années 1970. Il participe notamment à la victoire des siens en championnat à l'issue de la saison 1972, jouant alors 25 matchs pour sept buts marqués, avant de prendre part à sa campagne de Coupe des clubs champions l'année suivante au cours de laquelle il marque un but contre l'APOEL Nicosie. Il dispute également deux finales de coupes d'Union soviétique en 1974 et 1975. Ses performances en club lui valent de plus d'être sélectionné à huit reprises par Oleksandr Ponomarov avec la sélection soviétique durant l'année 1972, disputant notamment cinq rencontres durant les Jeux olympiques d'été tandis que les Soviétiques remportent la médaille de bronze.
Souvent courtisé par les autres grands clubs du championnat au cours de sa carrière, Kuksov passe finalement l'intégralité de sa carrière au Zaria, même après la relégation du club à l'issue de la saison 1979. Il continue par la suite de jouer jusqu'en 1985, année de sa retraite à l'âge de 36 ans. Actif au haut niveau de 1969 à 1985, il cumule ainsi 569 matchs joués sous les couleurs du Zaria pour 98 buts marqués,, et est considéré comme un des plus grands joueurs de l'histoire du club.

### Carrière d'entraîneur
Se reconvertissant comme entraîneur après la fin de sa carrière, Kuksov occupe à partir de 1986 un poste d'entraîneur assistant au Zaria Vorochilovgrad avant de prendre la tête de l'équipe à partir du mois d'août 1990. Il dirige par la suite l'équipe durant ses dernières années soviétiques en troisième division puis durant les deux premières saisons du nouveau championnat ukrainien entre 1992 et 1993, finissant dans le bas de classement à chaque fois avant de s'en aller en juin 1993.
Kuksov dirige ensuite le Metalurh Zaporijia entre les mois de mars et d'août 1994, aidant notamment l'équipe à éviter la relégation à la fin de la saison 1993-1994. Il prend par la suite la tête de l'Azovets Marioupol en troisième division de juillet à septembre 1995 avant de faire son retour au Zorya Louhansk pour la fin d'année 1996, alors que le club est descendu en deuxième division entre-temps. Il entraîne ensuite l'Avanhard Rovenky (en), qu'il dirige jusqu'en 2003.
Après un bref retour comme adjoint au Zorya Louhansk en début d'année 2004, Kuksov prend en juillet 2004 la tête de l'équipe amateur du Zorya-Hornyk Louhansk jusqu'en 2005. Il fait l'année suivante son retour à l'Avanhard Rovenky, évoluant à présent au niveau amateur sous le nom Hirnyk  qu'il dirige jusqu'en 2007 avant de passer quelques mois au Komunalnyk Louhansk entre octobre 2007 et mai 2008. Il reprend par la suite la tête de l'Hirnyk Rovenky de 2010 à 2013 puis de 2015 à 2016, remportant à plusieurs reprises le championnat régional de Louhansk.
Dans le contexte de la sécession de la république populaire de Lougansk durant la guerre du Donbass, l'État sécessionniste met en place une équipe de football et nomme Kuksov à sa tête durant l'année 2014.

## Statistiques
| Saison                | Club                  | Championnat           | Championnat | Championnat | Coupe(s) nationale(s) | Coupe(s) nationale(s) | Compétition(s) continentale(s) | Compétition(s) continentale(s) | Compétition(s) continentale(s) | Total | Total |
| Saison                | Club                  | Division              | M.          | B.          | M.                    | B.                    | Comp.                          | M.                             | B.                             | M.    | B.    |
| 1969                  | Zaria Lougansk        | D1                    | 26          | 0           | -                     | -                     | -                              | -                              | -                              | 26    | 0     |
| 1970                  | Zaria Vorochilovgrad  | D1                    | 32          | 1           | 3                     | 0                     | -                              | -                              | -                              | 35    | 1     |
| 1971                  | Zaria Vorochilovgrad  | D1                    | 24          | 2           | 3                     | 0                     | -                              | -                              | -                              | 27    | 2     |
| 1972                  | Zaria Vorochilovgrad  | D1                    | 25          | 7           | -                     | -                     | -                              | -                              | -                              | 25    | 7     |
| 1973                  | Zaria Vorochilovgrad  | D1                    | 28          | 4           | 5                     | 0                     | C1                             | 4                              | 1                              | 37    | 5     |
| 1974                  | Zaria Vorochilovgrad  | D1                    | 29          | 8           | 9                     | 1                     | -                              | -                              | -                              | 38    | 9     |
| 1975                  | Zaria Vorochilovgrad  | D1                    | 29          | 6           | 5                     | 1                     | -                              | -                              | -                              | 34    | 7     |
| 1976                  | Zaria Vorochilovgrad  | D1                    | 29          | 3           | 2                     | 0                     | -                              | -                              | -                              | 31    | 3     |
| 1977                  | Zaria Vorochilovgrad  | D1                    | 30          | 3           | 3                     | 2                     | -                              | -                              | -                              | 33    | 5     |
| 1978                  | Zaria Vorochilovgrad  | D1                    | 29          | 4           | 3                     | 0                     | -                              | -                              | -                              | 32    | 4     |
| 1979                  | Zaria Vorochilovgrad  | D1                    | 32          | 5           | 4                     | 0                     | -                              | -                              | -                              | 36    | 5     |
| 1980                  | Zaria Vorochilovgrad  | D2                    | 39          | 12          | 4                     | 1                     | -                              | -                              | -                              | 43    | 13    |
| 1981                  | Zaria Vorochilovgrad  | D2                    | 38          | 9           | -                     | -                     | -                              | -                              | -                              | 38    | 9     |
| 1982                  | Zaria Vorochilovgrad  | D2                    | 37          | 6           | 5                     | 2                     | -                              | -                              | -                              | 42    | 8     |
| 1983                  | Zaria Vorochilovgrad  | D2                    | 33          | 8           | 1                     | 0                     | -                              | -                              | -                              | 34    | 8     |
| 1984                  | Zaria Vorochilovgrad  | D2                    | 29          | 9           | 1                     | 0                     | -                              | -                              | -                              | 30    | 9     |
| 1985                  | Zaria Vorochilovgrad  | D3                    | 29          | 3           | -                     | -                     | -                              | -                              | -                              | 29    | 3     |
| Total sur la carrière | Total sur la carrière | Total sur la carrière | 517         | 90          | 48                    | 7                     | -                              | 4                              | 1                              | 569   | 98    |

## Palmarès
| Zaria Vorochilovgrad - Championnat d'Union soviétique (1) : - Champion : 1972. - Coupe d'Union soviétique : - Finaliste : 1974 et 1975. |  | Union soviétique olympique - Jeux olympiques : - Bronze : 1972. |